# Novossiolka
Novossiolka (en rus: Новосёлка) és un poble de l'óblast de Vladímir, a Rússia, segons el cens del 2010 tenia 61 habitants. Pertany al districte municipal de Koltxúguino.